# Данилів Юрій Григорович
Юрій Григорович Данилів (12 грудня 1927, Раделичі, Миколаївський район Львівська область — 10 травня 1988, Львів) — український незрячий бандурист. Учень Сінгалевича Юрія

## Біографія
Народився Юрій Григорович Данилів 12 грудня 1927 року в с. Раделичі Миколаївського району на Львівщині в родині Григорія та Анастасії Данилівих. Мав четверо братів та сестру. Батько намагався усім дітям дати «хліб у руки». Доля Юрка була визначена нещасним випадком, після розриву гранати, яку він з друзями знайшли ще в дитинстві, і, на жаль, втратив зір.
З осені 1946 року почав вчитися грі на бандурі у відомого на той час громадського і культурного діяча Юрія Сінгалевича. Через три місяця вперше виступив у складі капели бандуристів на Шевченківському вечорі у Львівському будинку народної творчості. Через півроку вперше грав і співав на концерті як соліст-бандурист.
Перша бандура була придбана батьком за 3500 рублів — довелось продати корову.

## Творча діяльність
1949 року влаштувався в щіточний цех виробничих майстерень товариства сліпих, життя нормалізувалось. Покращала матеріальна сторона, а гра на бандурі приносила справжню насолоду.
Після трагічної смерті Юрія Сінгалевича у 1947 році, Данилів продовжує вдосконалювати гру на бандурі в бандуристки Ярослави Дарманчук, виступає в ансамблі бандуристів «Чорногора», а далі — в капелі бандуристів при Львівському клубі промкооперації. В 1953 році, ставши зрілим кобзарем, він, з групою товаришів — ентузіастів, засновує капелу бандуристів «Карпати» при Львівському клубі УТОС та стає її керівником. Вже в наступному 1954 році ця капела під керівництвом Ю. Г. Даниліва на Республіканському огляді системи УТОС в Києві завоювала призове місце. Від першого вчителя Юрія Сінгалевича перейняв Ю. Данилів думу «Плач невольників», пісні-думи «Про Лебеденка», «Про Супруна», багато історичних, чумацьких, бурлацьких та ліричних пісень. Вдало виконував і твори сучасних композиторів та жартівливі пісні.
Капела під керівництвом Ю. Даниліва дуже розрослася, була на той час популярним та впізнаваним колективом не лише у Львові. До прикладу, тріумфальне нагородження колективу відбулось в Одесі на Всеукраїнському огляді. Репетиції колективу відбувались на вулиці Коперника — в колишньому костелі святого Лазаря, де зараз працює «Дударик».
У 1983 році народна самодіяльна капела бандуристів «Карпати» величаво відзначила концертом і святковим вечором свій 30-річний ювілей. Було багато гостей, делегацій капел бандуристів Львова. Ветерана праці і ветерана капели Юрія Даниліва нагороджено «Знаком ВЦСПС за досягнення в самодіяльному мистецтві», грамотами, цінними подарунками. Часто також пісні, які виконувала капела та зокрема її керівник передавали по радіо, що на той час було дуже вагомим фактором популярності.
Юрій Данилів виховав багато гарних бандуристів у капелі незрячих, а також у школі для незрячих.

## Смерть кобзаря та пам'ять про нього

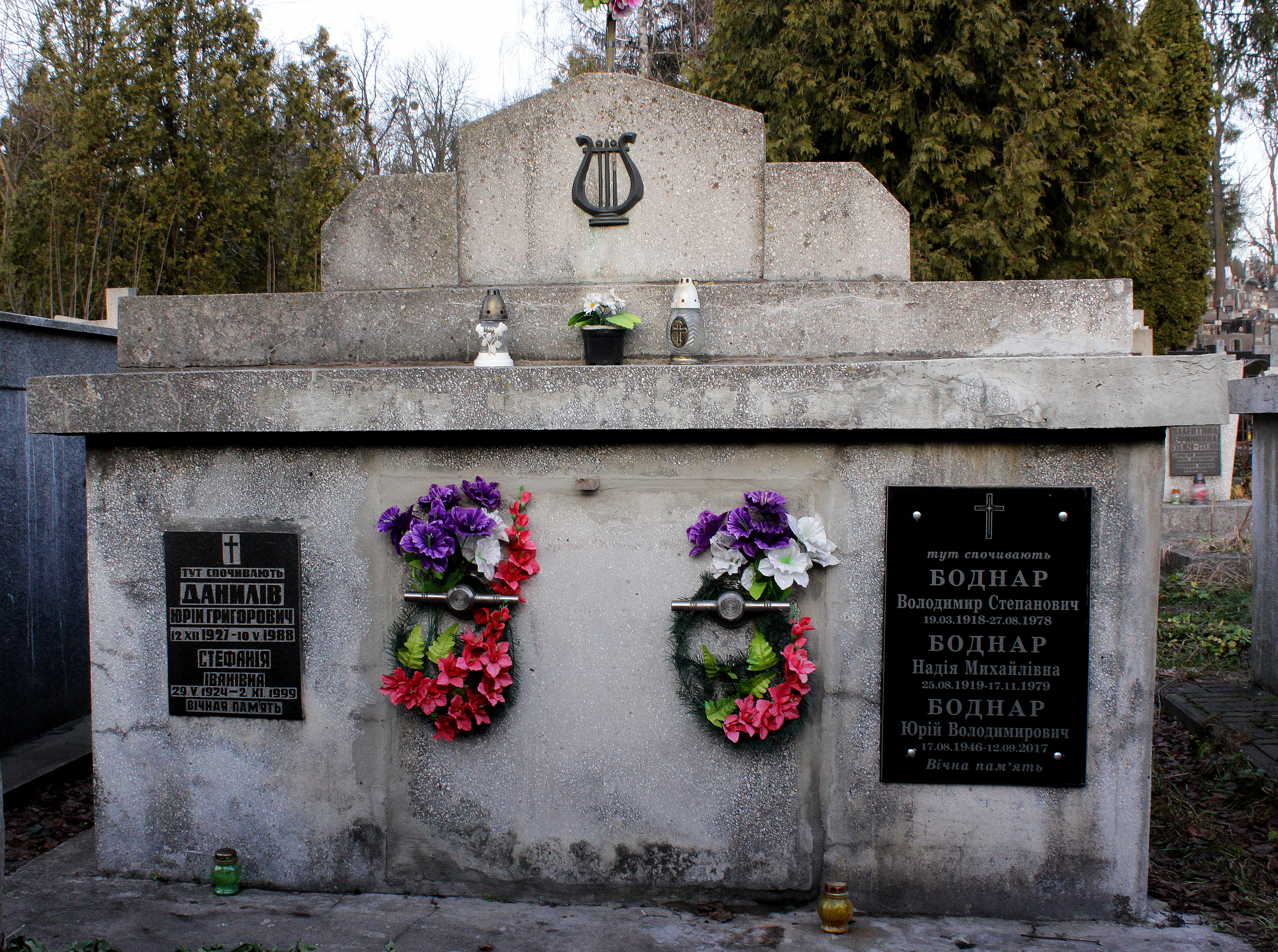

Помер Юрій Григорович 10 травня 1988 року. Похований з усіма кобзарськими почестями під тужливі звуки бандур народної самодіяльної капели бандуристів «Карпати» на 59 полі Янівського цвинтаря у Львові.

## Вшанування
- 1999 році, у видавництві «Край» у Львові, вийшла з друку книжечка «Слід Сінгалевича» (упорядник Тетяна Фролова). У ній друзі — побратими діляться спогадами про Юрія Даниліва.
- У музеї Раделичах селі де народився відомий кобзар вшановують його світлу пам'ять. Також  є присвячений куток, у якому містяться фотографії та публікації пов'язані із їхнім видатним земляком.